# 2000-es Vuelta ciclista a España
A 2000-es Vuelta a España volt az 55. spanyol körverseny. 2000. augusztus 26-a és szeptember 17-e között rendezték. A verseny össztávja 2904 km volt, és 21 szakaszból állt. Végső győztes a spanyol Roberto Heras lett.

## Végeredmény
|    | Versenyző               | Csapat             | Idő          |
| -- | ----------------------- | ------------------ | ------------ |
| 1  | Roberto Heras           | Kelme-Costa Blanca | 70 óra 26.14 |
| 2  | Angel Casero            | Festina watches    | 2.33         |
| 3  | Pavel Tonkov            | Mapei-Quick Step   | 4.55         |
| 4  | Santos González Capilla | ONCE-Deutsche Bank | 5.52         |
| 5  | Raimondas Rumšas        | Fassa Bortolo      | 7.38         |
| 6  | Roberto Laiseka         | Euskaltel-Euskadi  | 10.16        |
| 7  | Fernando Escartín       | Kelme-Costa Blanca | 11.17        |
| 8  | Carlos Sastre           | ONCE-Deutsche Bank | 12.16        |
| 9  | Massimiliano Gentili    | Cantina Tollo      | 13.1         |
| 10 | Haimar Zubeldia         | Euskaltel-Euskadi  | 13.14        |